# Скворцов, Сергей Викторович
Сергей Викторович Скворцов (1 марта 1964, Москва, СССР) — председатель совета директоров АО "РТ-Инвест", председатель совета директоров ПАО АВТОВАЗ с 23 июня 2016 по июнь 2019, заместитель генерального директора Госкорпорации Ростех по инвестициям с 2014 по 2016 гг, советник генерального директора Госкорпорации Ростех до 2017 года, член совета директоров КАМАЗа до 2020 года, АВТОВАЗа до июня 2022 года и Вертолетов России до лета 2022 года. Также входит в совет директоров ООО "РТ-Инвест Транспортные Системы" с 2019 года.

## Биография

### Образование
Сергей Скворцов родился 1 марта 1964 года в Москве.
В 1986 году окончил Московский государственный институт международных отношений по специальности «Международные экономические отношения», имеет степень кандидата экономических наук.
В 1992 году прошёл курс обучения по инвестициям на развивающихся рынках банка Merrill Lynch, в США, а в 2005 году - подготовку по программе Advanced Management Program в INSEAD (Франция).

### Профессиональная деятельность
В 1988 году стал соучредителем и директором компании Moscow Business Consultants (MBC). Под руководством Сергея Скворцова было реализовано около 30 крупномасштабных проектов, связанных с прямыми иностранными инвестициями в экономику России.
В 1992 году во время обучения в Merrill Lynch в США Скворцов познакомился с основателем «Тройки Диалог» Рубеном Варданяном.Вернувшись в Москву, они продолжали поддерживать отношения. В конце 1997 года по предложению Варданяна Скворцов перешёл в «Тройку Диалог» на должность управляющего директора Инвестиционно-банковского Департамента.
В 2003 году он занял пост исполнительного директора «Тройки Диалог». В 2006 стал основным партнером «Тройки Диалог» и президентом компании Troika Capital Partners, которая управляла фондами прямых и венчурных инвестиций. Весной 2011 года начался процесс интеграции «Тройки Диалог» в структуру купившего инвесткомпанию Сбербанка. В январе 2012 года «Тройка Диалог» и Сбербанк России объявили о закрытии сделки, позже компания была официально переименована в Сбербанк КИБ.
23 июня 2016 года избран председателем Совета директоров ОАО АВТОВАЗа, сменив на этом посту Карлоса Гона.

#### Участие в консолидации пивоваренной отрасли
На счету Сергея Скворцова много реализованных сделок, включая консолидацию пивоваренной отрасли России, проведенную в период с 2000 по 2004 годы в интересах крупнейших мировых производителей Heineken и Efes. Среди таких сделок — приобретение Heineken пивоваренных заводов «Шихан» в Башкирии, «Волга» в Нижнем Новгороде, «Собол бир» в Новосибирске, а также покупка Efes пивоваренного завода «Амстар» в Уфе. Покупка активов позволила компаниям значительно увеличить долю присутствия на пивном рынке России. Сейчас Heineken и Efes входят в четверку крупнейших игроков пивоваренного рынка в стране наряду с Carlsberg («Балтика») и InBev, на которые приходится более 80 % розничных продаж.

#### Реформирование РАО «ЕЭС России»
Самые крупные сделки, в которых участвовал Скворцов за время работы в «Тройке диалог», были связаны с реформированием РАО «ЕЭС России» — суммы исчислялись миллиардами долларов. В частности, с 2004 года по 2008 год при участии «Тройки Диалог» были созданы территориальные и оптовые генерирующие компании. Реструктуризация холдинга завершилась к 2006 году, после чего начались первые продажи. Под руководством Скворцова «Тройка Диалог» реализовала почти половину программ по приватизации генерирующих компаний, и для многих компаний были найдены стратегические инвесторы: ОГК-4 купила немецкая E. On, ТГК-10 — финский Fortum ОГК-5 — итальянская Enel, ТГК-9 — КЭС, ТГК-7 — «Газпром».

#### Привлечение стратегических индустриальных инвесторов для АВТОВАЗа и КАМАЗа

##### АВТОВАЗ
С середины 2000-х годов Сергей Скворцов занимался активами, которые сейчас принадлежат Ростеху, а затем курировал крупнейшие сделки с ними.
В 2006—2007 годах со стороны «Тройки Диалог» совместно с «Рособоронэкспортом» он участвовал в процессе «раскольцовки» акционерного капитала АВТОВАЗа и ликвидации перекрестного владения его акциями. В 2008 году курировал продажу блокпакета акций АВТОВАЗа Renault. После того как завод получил господдержку в кризис, Скворцов принимал активное участие в разработке плана рекапитализации АВТОВАЗа, который был сформирован к июлю 2010 года, и включал допэмиссию, пролонгацию выплаты части кредитов от Ростеха и вклады со стороны Renault и Nissan. Также Скворцов занимался и сделкой по продаже контрольного пакета АВТОВАЗа Renault-Nissan.
23 июня 2016 года избран председателем Совета директоров ОАО АВТОВАЗа. Занимал до июня 2019 года.

##### КАМАЗ
Сергей Скворцов курировал консолидацию акций КАМАЗа до контрольного пакета, продажу 10 % акций завода Daimler AG в 2008 году и увеличение доли немецкого автоконцерна при участии ЕБРР в 2010 году. Итогом сделки стало создание эксклюзивного стратегического партнерства между  ОАО "Камаз", концерном "Даймлер АГ" и Госкорпорации Ростех.  
С 2006 года по 2020 год Сергей Скворцов входил в совет директоров КАМАЗа. В консорциумах инвесторов, владевших или владеющих акциями АВТОВАЗа и КАМАЗа, не участвует. В феврале 2014 года Скворцов стал также членом совета директоров холдинга «Вертолеты России».

#### Переход вРостех
За годы сотрудничества руководство Ростеха высоко оценило профессионализм Скворцова, и его пригласили в Корпорацию. Для этого в Ростехе была введена новая должность. 
С 25 марта 2013 года по 30 января 2014 года Сергей Скворцов занимал пост Управляющего директора Госкорпорации Ростех по инвестициям. 
16 октября 2013 года С. В. Скворцов был избран от Ростеха в состав Комитета по стратегии при Совете директоров РОСНАНО.
В круг обязанностей Управляющего директора входили задачи по разработке стратегии IPO дочерних компаний, а также осуществление новых сделок Ростеха с зарубежными партнерами.
30 января 2014 года Наблюдательный совет Ростеха согласовал назначение Скворцова на пост заместителя гендиректора корпорации. В новой должности он курировал инвестиционную политику, переход корпорации на МСФО, размещение ценных бумаг, в том числе подготовку холдингов к выходу на IPO, выпуск облигаций и других долговых инструментов. В ведении Скворцова также была работа с непрофильными активами. Кроме того, в сфере его компетенции были управление процессами приобретения и продажи активов, а также взаимодействие со стратегическими инвесторами и финансовыми институтами, в том числе по вопросам финансирования инвестиционных проектов корпорации. В должности заместителя генерального директора Госкорпорации Ростех по инвестициям был до 2016 года. 
С 2016 года по 2017 год советник генерального директора Государственной корпорации Ростех.

## Семейное положение
Женат, дети: дочь, сын..